# エンティティリスト
エンティティリスト（Entity List、EL）は、米国商務省産業安全保障局（BIS）が発行している貿易上の取引制限リストであり、特定の外国人、事業体または政府（これらを総称してエンティティという）が掲載される。エンティティリストに掲載されたエンティティに、一部の米国産技術など特定の品目を輸出または移転する場合には、BISに許可申請を行わなければならない。これはあくまでエンティティへの輸出または移転を制限するもので、米国の個人または企業に対してエンティティリストにある企業から物品を購入することを禁じるものではない。この点で、一切の取引が禁じられ、実質的に米国市場からの締め出しを意味する取引禁止顧客（Denied Persons List、DPL）やSDNリストほどには厳しい規制ではない。
1997年に大量破壊兵器の拡散に関与する事業体を公示するために初めて発行され、その後「国務省によって認可された活動および米国の国家安全保障および/または外交政策の利益に反する活動に従事する事業体」を含むように拡大された。アメリカ合衆国輸出管理規則（EAR）の Part 744 Supplement No.4 として公開されている。

## 掲載されているエンティティ
エンティティリストには、複数の国に拠点を置く企業や組織が含まれている。 2021年、バイデン政権はロシア、スイス、ドイツに拠点を置く事業体を追加した。さらに同年3月にはミャンマーの軍事クーデターに対応して、ミャンマーの事業体（多くはミャンマー国軍が関与する企業）を追加することを発表した。この他、中国やロシア、ベネズエラの事業体も含まれる。中国メディアの報道によれば、合計260の中国の事業体がエンティティリストに含まれている。主に軍事技術や5G、AI、その他の先端技術に関係する企業やハルビン工業大学などの学術組織が含まれる。
エンティティリストに中国の通信設備メーカーであるファーウェイが追加されたことが話題となった。同社は2019年5月に追加され、2020年5月には制裁をさらに強化するよう改訂された。この結果、ファーウェイ製スマートフォンでAndroidにおけるGoogleモバイルサービスが使用できなくなった。Googleのサービスは中国本土では禁止されているが、それ以外の国・地域では広く利用されているため、ファーウェイ製スマートフォンは市場シェアを大きく落とす結果となった。
中国の通信設備メーカーZTEは、2018年4月から7月にかけて、イランおよび北朝鮮への違法輸出に関与した従業員を処分することを商務省と合意していたにもかかわらず実行せず、商務省に再三に渡り虚偽の報告を行っていたとしてエンティティリストより厳しい取引禁止顧客（DPL）に指定されていた。中国の軍民融合政策に関与したり、新疆ウイグル自治区での人権侵害への関与が疑われる中国企業数十社がエンティティリストに掲載されており、この中にはハイクビジョンなどの監視装置メーカや、中国人民解放軍の南シナ海への人工島造成に協力した企業が含まれる。

## 中国の反応

### 専門家によるコメント
中国の専門家は、エンティティリストに掲載された企業に対して、今後リストから削除される可能性は低いため「機微な機器、部品、ソフトウェア、または技術の代替供給戦略を速やかに模索する」ことを提言している。
専門家は、研究開発を進めて将来課されうるより厳しい制裁を回避するために先端技術の国産化を模索することも推奨している。特に、インテルやオラクル、Dell EMCが提供するサーバーやデータベースおよびデータストレージデバイスは、中国の銀行・電気通信・電力セクターで広く使用されており、弱点と見なされている。2020年の時点で、中国の移動体通信事業者を含む国営企業は、重要部にある欧米製のソフトウェアおよびハードウェアの交換に着手しており、その一部は完了しつつある。

#### ファーウェイの対応
制裁が発効する2020年9月15日を控え、ファーウェイは「サバイバルモード」に入り、サムスンやSKハイニックス、TSMC、MediaTek、Realtek 、 NovatekおよびRichWaveといった主要サプライヤから、規制対象となる「5Gモバイルプロセッサ、Wifi、無線デバイス、ディスプレイドライバなどの部品」の備蓄に着手した。2019年だけで半導体チップ等の備蓄に234.5億ドルを投じ、これは2018年比で73％の増加であった。
ファーウェイは最重要事業、すなわち5Gを含む通信事業とサーバー事業の継続のために、1.5-2年分のチップや部材を備蓄してきた。これはファーウェイの創業者任正非の娘で副会長の孟晩舟が米国の要請を受けてカナダで逮捕された2018年から始まった。ファーウェイの主要サプライヤには、ザイリンクス、インテル、AMD、サムスン、SKハイニックス、マイクロン、キオクシアが含まれる。一方、アナリストはファーウェイが備蓄した部材を用いて2021年に1億9500万台のスマートフォンを出荷できるが、規制が緩和されない場合には5000万台にまで減少する可能性があると予測していた。

### 中国の「信頼できないエンティティリスト」
中国政府は、エンティティリストに対抗して2019年5月に「信頼できないエンティティリスト」を作成すると発表した。このリストには、「市場の規則に従わなかったり、契約に違反したり、非営利的な理由で供給を遮断または停止したりして、中国企業の正当な利益を著しく損なった」外国企業、組織、または個人を含むという。
2019年6月には、中国の各省庁がマイクロソフト、デル、サムスンなどのテクノロジー企業の代表者を召喚し、中国企業への販売禁止に協力した場合には悲惨な結果になるとして警告を行った。この会議では、中国による「開かれた貿易と知的財産の保護へのコミットメント」が強調された。
トランプ政権がTikTokとWeChatをアメリカのアプリストアから排除することを決定すると、中国は信頼できないエンティティリストを公開し、直後の2020年9月から発効させた。これに先だって、中国メディアはAppleやクアルコム、シスコシステムズ、 ボーイングがリストの対象になり得る米国企業として報道していた。